# Hans van den Ban
Johannes Theodorus (Hans) van den Ban (Zwanenburg, 17 juni 1950) is een Nederlandse beeldhouwer.
Van den Ban studeerde aan de Gerrit Rietveld Academie in Amsterdam. Aanvankelijk werd zijn werk beïnvloed door de Fluxus-beweging. In de tachtiger en negentiger jaren ging hij beeldhouwen.
De kunstenaar woont en werkt in Amsterdam. Hij is adviseur beeldende kunst van de Rijksgebouwendienst.

## Enkele werken
- De Vuurtoren (1993), Postjeskade in Amsterdam
- Koekoeksklokgewicht (1993), onderdeel van de beeldenroute Kunstwegen in Gramsbergen
- Jubelpoort (1995), Bedekteweg in de wijk Kattenbroek, Amersfoort
- Omgekeerd Huis (1996), Wilhelminalaan in Beuningen
- Fête Galante (1997), Weesperstraat in Amsterdam
- Pleurant (1997), Achmea Kunstcollectie
- De piramide van IJmuiden (2010), RC de Ruimte IJmuiden in IJmuiden

## Fotogalerij

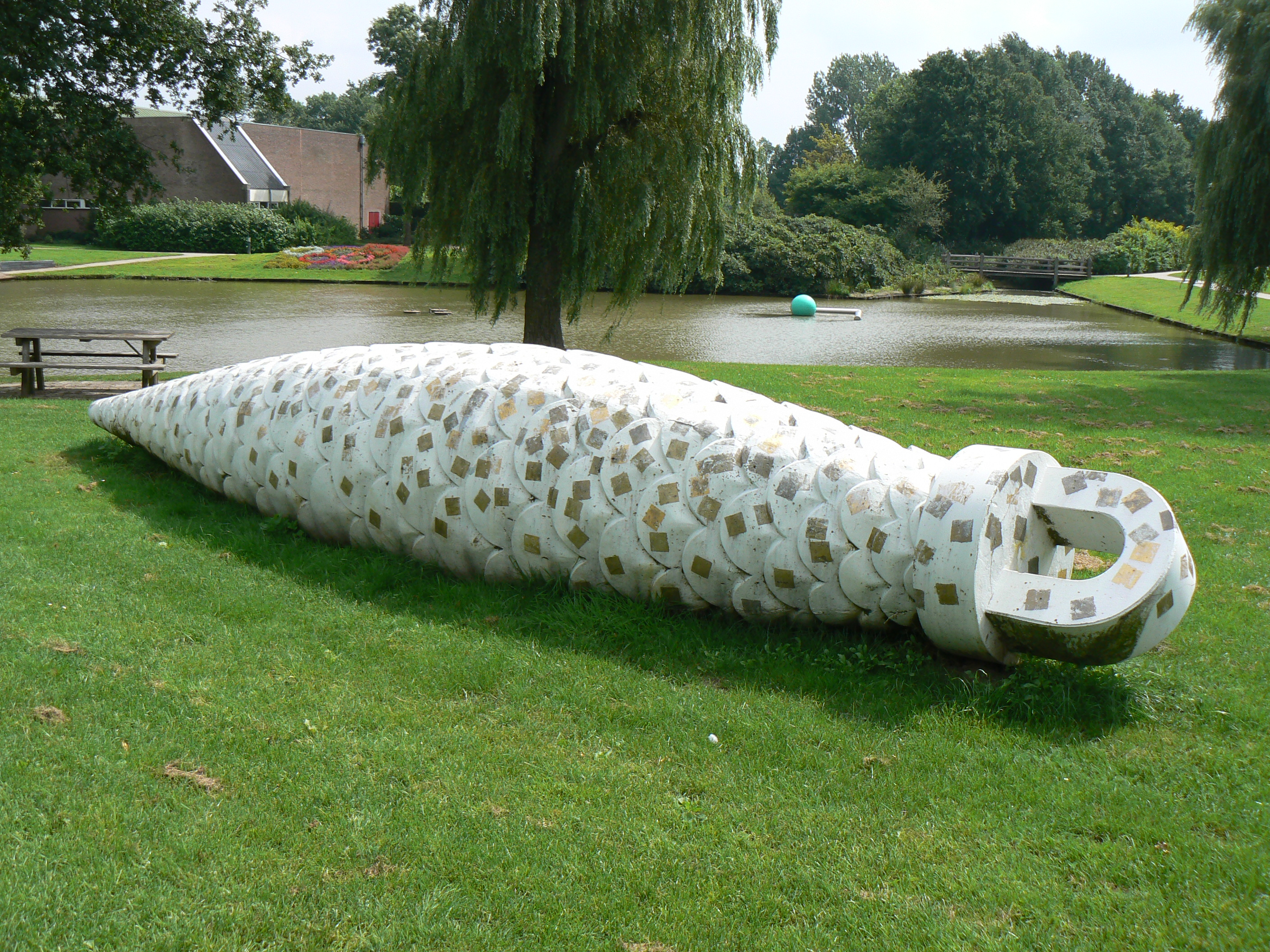
Koekoeksklokgewicht, Gramsbergen
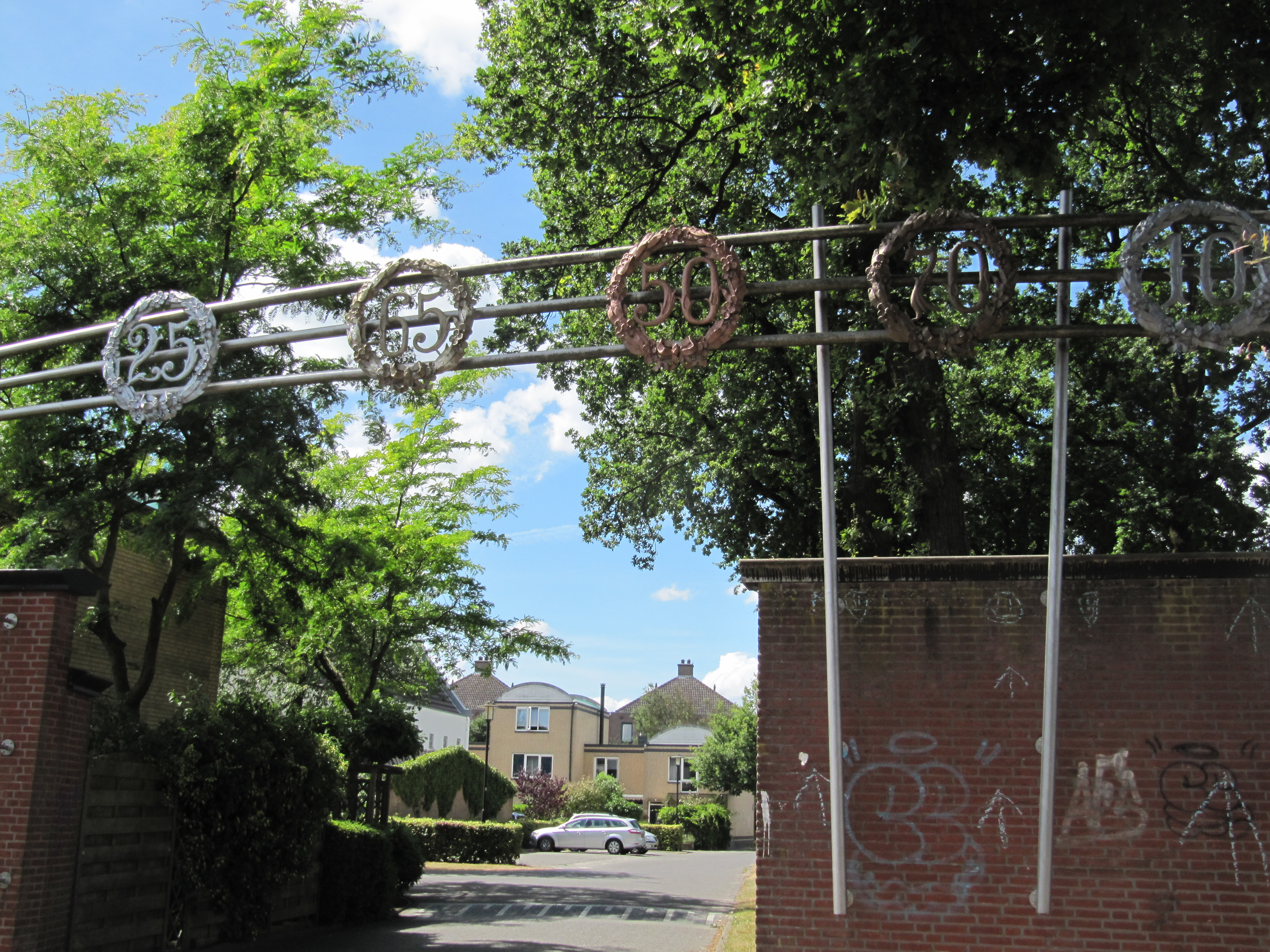
Jubelpoort, Amersfoort
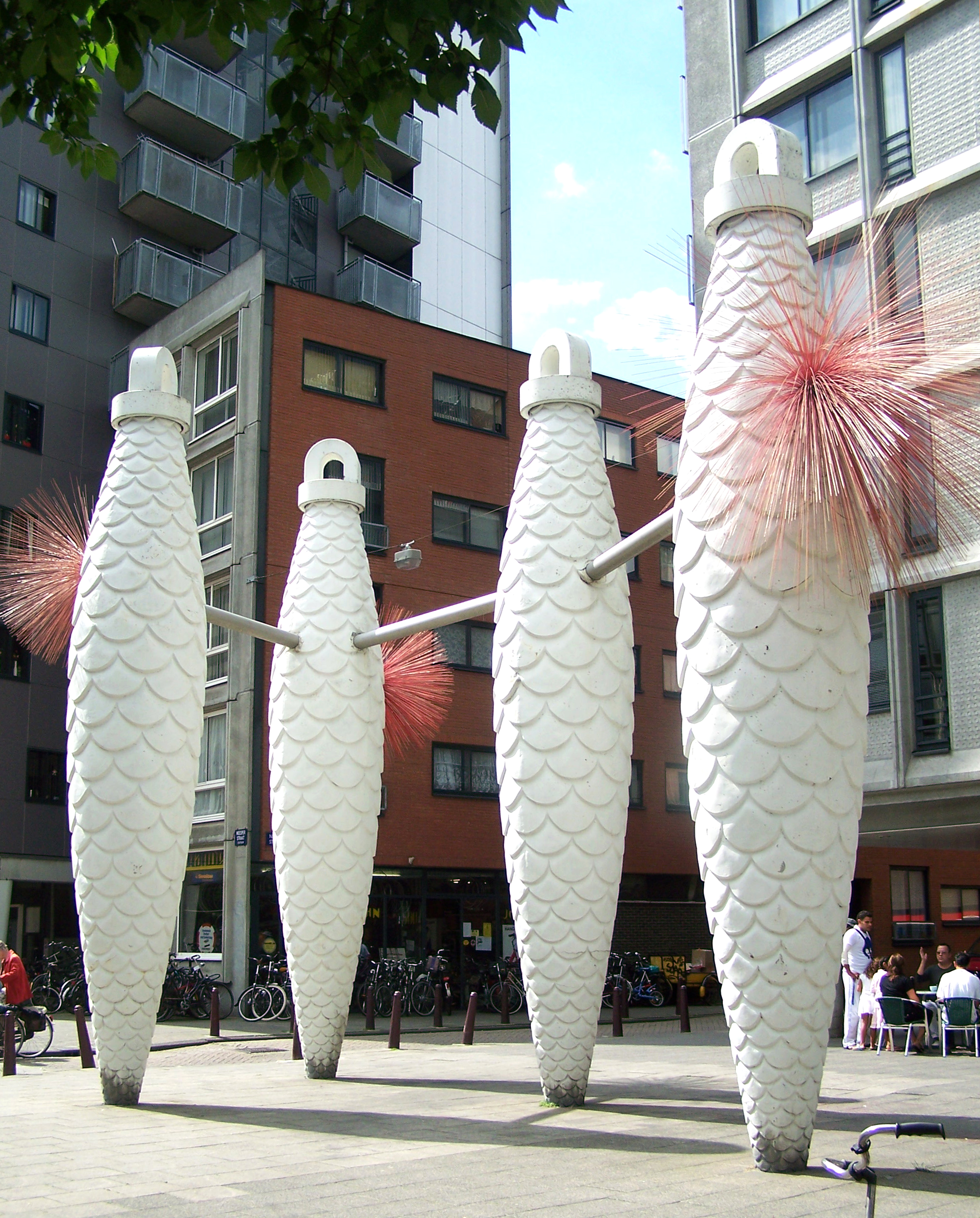
Fête Galante, Amsterdam
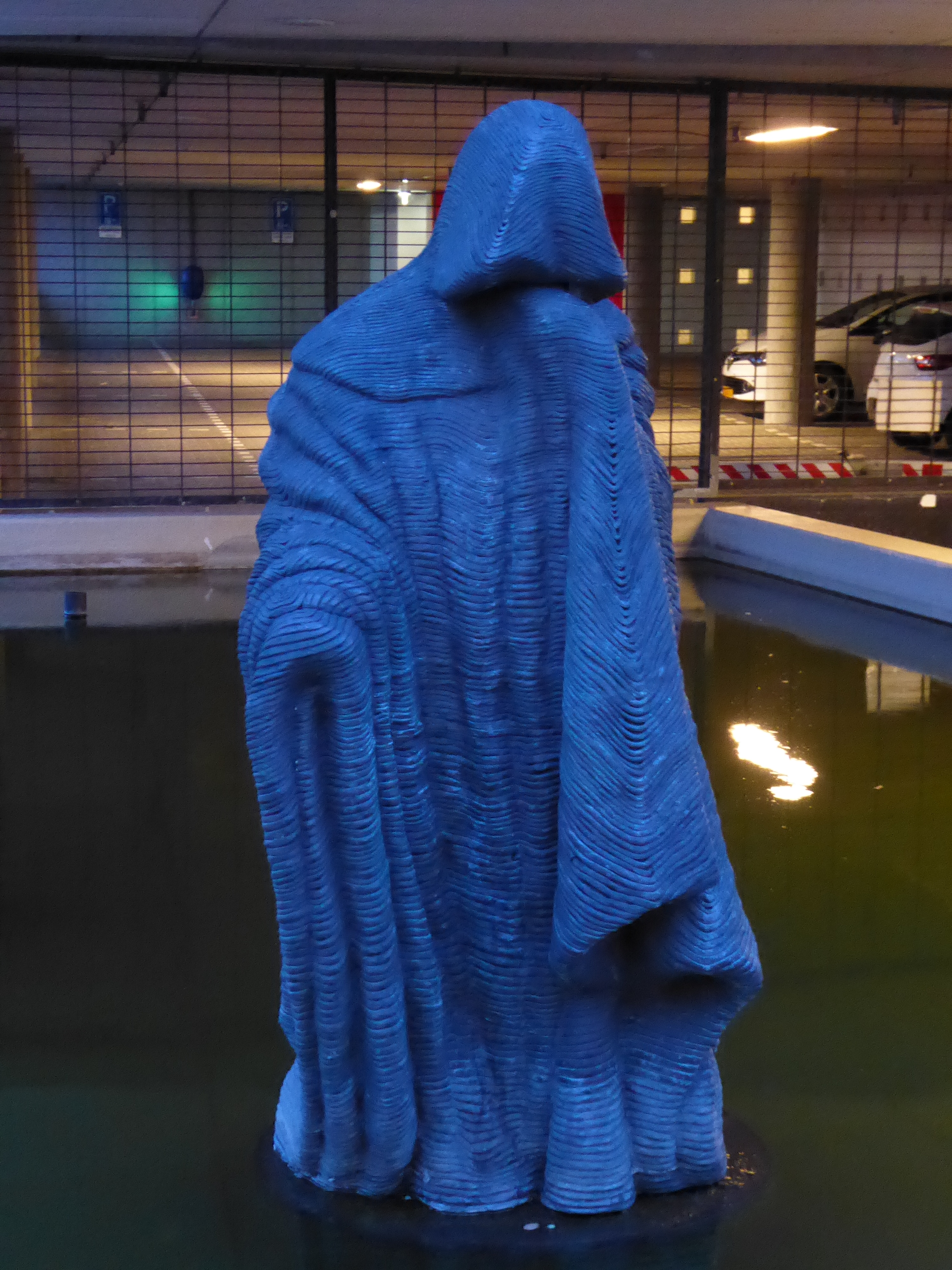
Pleurant, Enschede
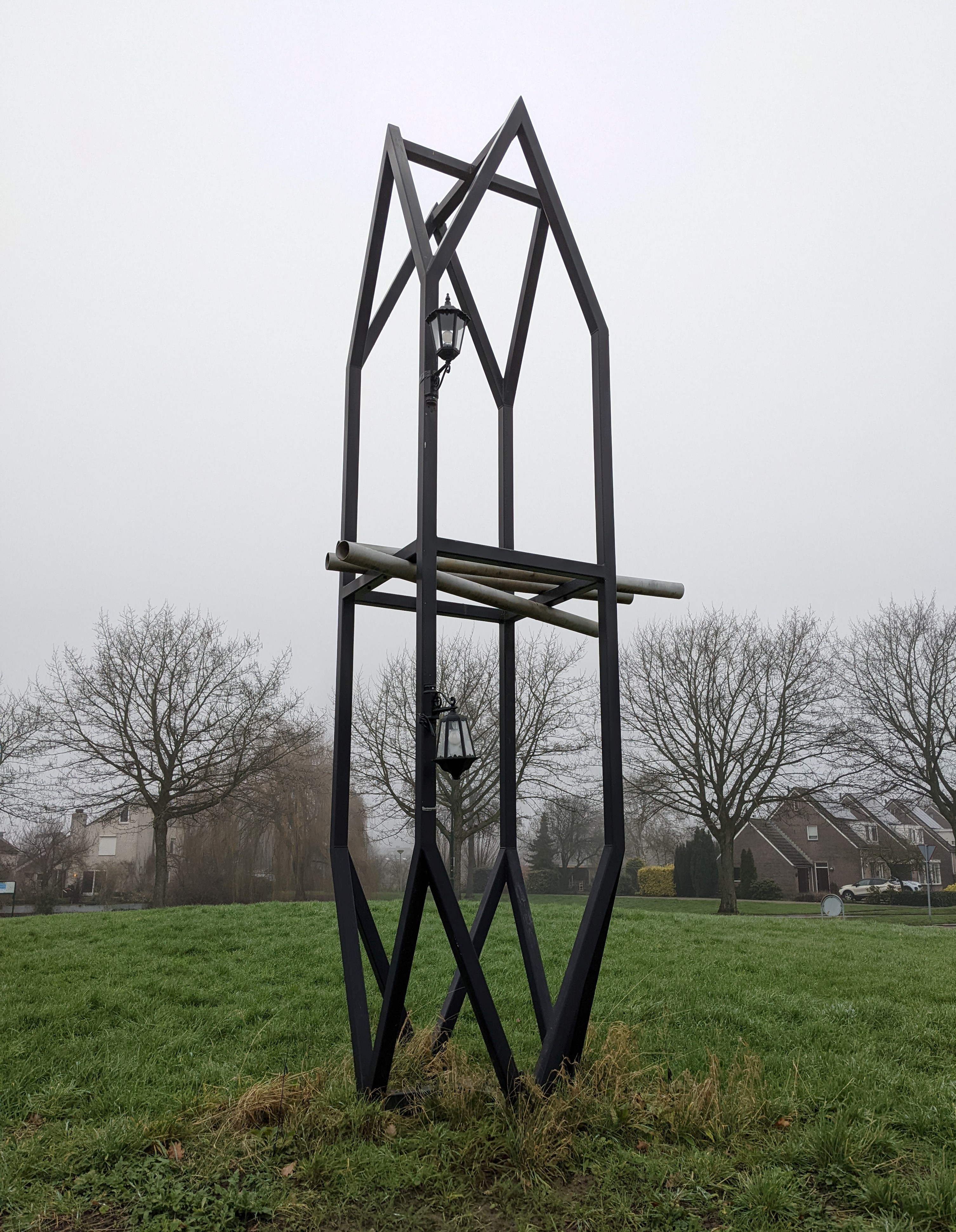
Spiegelhuis (Omgekeerd Huis), Beuningen